# Акти Московської держави

Обкладинка

Акты Московскаго государства, изданные Императорскою Академіею наукъ  — збірка документів з політичної та військової історії Московської держави за період 1571—1664 рр.
Ініціатором підготовки видання виступив академік Імператорської академії наук М. В. Калачов .
Акти вийшли друком під редакцією Н. А. Попова (I–II томи) та Д. Я. Самоквасова (I–III томи) (томи I–III видані відповідно у 1890, 1894, 1901 роках). 
Документи, видані в «Актах», відібрані з діловодства Московського столу Розрядного приказу, що був у 16—18 століттях центральною урядовою установою Московської держави, яка відала служилими людьми, військовим управлінням, південними районами Московської держави, жалуванням дворянства, керувала воєнними діями, призначенням полкових і міських воєвод, прикордонною службою. 
I том містить матеріали за 1571–1634, II том — за 1635–1659, III том — за 1660–1664 роки. Документи розміщено за роками, пронумеровано. 
Кожен том має по два покажчики, іменний і топографічний та предметний, побудовані за алфавітом. 
Документи містять інформацію про станичну й сторожову службу, будівництво і стан засічних фортець, боротьбу з нападами кримських татар, воєнні події 1614—18, польсько-московську війну 1632–1634, польсько-московську війну 1654–1667, московсько-шведську війну 1656—58, дипломатичні відносини з Кримським ханством, становище служилих людей — пожалування чинами, маєтками, грошовими окладами, переміщення по службі, накази воєводам прикордонних міст та їх повідомлення. 
Збірка є цінним джерелом з економічної, політичної, військової історії України, Польщі та Криму. Йдеться про оборону Слобідської України і Лівобережної України від нападів кримських і ногайських татар, полковий устрій, козацькі ранги, формування козацьких загонів, Національну революцію 1648–1676, походи гетьмана Богдана Хмельницького та його стосунки з російським царем Олексієм Михайловичем, народні рухи 1650—60-х років, призначення воєвод в українські міста та їх стосунки з місцевим населенням, становище церкви тощо.